# 발라드 (고전 음악)
발라드(프랑스어: Ballade)는 악곡의 형식 중 하나이다.
낭만주의 음악의 캐릭터 피스의 일종이다. 형식은 A-B-A의 세도막 형식이 많고, A에서는 극적인 성격의 것, B에서는 서정적인 것(예를 들어 영웅적 행동과 기사의 사랑) 등을 표현하는 방법을 가지고 있다. 발라드는 14, 15세기경에는 무도가(舞蹈歌)로서, 18세기에는 서정적 성격을 가진 시를 뜻하였다. 
19세기에 들어서 폴란드의 쇼팽이 당대의 애국시인이었던 아담 미츠키에비치의 시를 읽고 얻은 영감을 토대로 자유롭게 자신의 내면과 정열을 담아 발라드를 작곡하였고, 그것이 가장 대표적인 것이 되었다. 쇼팽의 발라드는 후대 수많은 작곡가들이 발라드를 작곡할 때에도 영향을 미치게 된다.